# Педро Саес Бенедикто
Педро Саес Бенедикто (ісп. Pedro Sáez Benedicto; 11 жовтня 1902, Барселона, Іспанія — 8 листопада 1979, Сімферополь, УРСР) — іспанський боксер і радянський тренер з боксу. Учасник Громадянської війни в Іспанії та Великої Вітчизняної війни. Заслужений тренер Української РСР з боксу.

## Біографія
Народився 11 жовтня 1902 року в Барселоні. Через три роки після його народження сім'я емігрувала до Монтевідео (Уругвай), куди потрапила на кораблі «Ельзас» 23 грудня 1905 року. У восьмирічному віці почав захоплюватися боксом, коли побачив тренування чемпіона Уругваю у середній вазі. Пізніше повернувся до Барселони, де займався велоспортом і футболом. Працював столяром, але незабаром почав займатися боксом у спортивному клубі на вулиці Таллерс.
На професійному рівні дебютував у 17 років. Його тренером був Пепе Комас. У 1923 році в бою з бельгійцем Пітом Ові Саес став володарем «золотого поясу» чемпіонату Європи. Всього на цьому рівні здобув дві перемоги на чемпіонаті Європи серед професіоналів і 16 звань чемпіона Іспанії. Завершив кар'єру боксера у 1933 році. Після закінчення кар'єри перейшов на тренерський місток. Під його керівництвом Віктор Ферран (Víctor Ferrand) та Мартінес де Алфазіс (Martínez de Alfara) завойовували чемпіонство Європи серед боксерів-професіоналів.
Перебував в Комуністичній партії Іспанії. Отримані від боксу гроші неодноразово направляв до Міжнародної організації допомоги борцям революції (МОДР). Брав участь в іспанській громадянській війні на боці республіканців. Був охоронцем радянських консулів у Барселоні Котова та Володимира Антонова-Овсієнка. Після поразки республіканців у громадянській війні Педро Саес Бенедикто емігрував до СРСР. 28 червня 1939 року на теплоході «Сибір» прибув до Ленінграда. Працював слюсарем на Краматорському машинобудівному заводі<.
Учасник Великої Вітчизняної війни. Воював на окупованій території РСР у складі партизанського загону іспанців.1943 року відморозив ноги і був направлений на лікування в Ташкент. Після одужання разом з Альбертом Лавриновичем та Сіднеєм Джексоном навчав боксу ташкентських юнаків. За рік вирішив осісти в Криму, куди йому порадили перебратися через схожість місцевого клімату з іспанським. Там він влаштовується теслею в колгоспі.
1947 року переїхав до Сімферополя, отримавши посаду спочатку в товаристві «Спартак», а пізніше в «Трудових резервах». Тренував збірну Української РСР, яку привів 1954 року до перемоги на Кубку СРСР. Серед його підопічних були Анатолій Мельник (переможець першості РРФСР), Борис Дорофєєв (переможець першості СРСР), Леонід Леонтьєв (переможець 1-ї Спартакіади Української РСР), Віктор Чорногор (дворазовий чемпіон РРФСР, дворазовий чемпіон України, призер чемпіонату СРСР) (Призер Кубка СРСР), Володимир Антипенко (призер першості СРСР). 1954 року став тренером-консультантом олімпійської збірної СРСР, а пізніше одним з тренерів збірної команди центральної ради «Трудові резерви». У цей час підготував таких боксерів як-от Олег Григор'єв, Станіслав Степашкін і Сергій Сівко. Займався підготовкою тренерів. Серед його учнів були заслужені тренери України Гарбузов, Сендецький, Антипенко та заслужений тренер Росії Марк Мельцер.
Після смерті Франсіско Франко до Іспанії переїхав його син Педро Саес Пік, проте Педро Саес Бенедикто хоч і зміг побувати в Іспанії, але вирішив залишитися в СРСР, де мешкала його дочка й онуки. Під кінець життя у нього були ампутовані обидві ноги. У лютому 1978 року померла його дружина, а 8 листопада 1979 року в Сімферополі помер і він сам. Похований у Сімферополі.

## Пам'ять

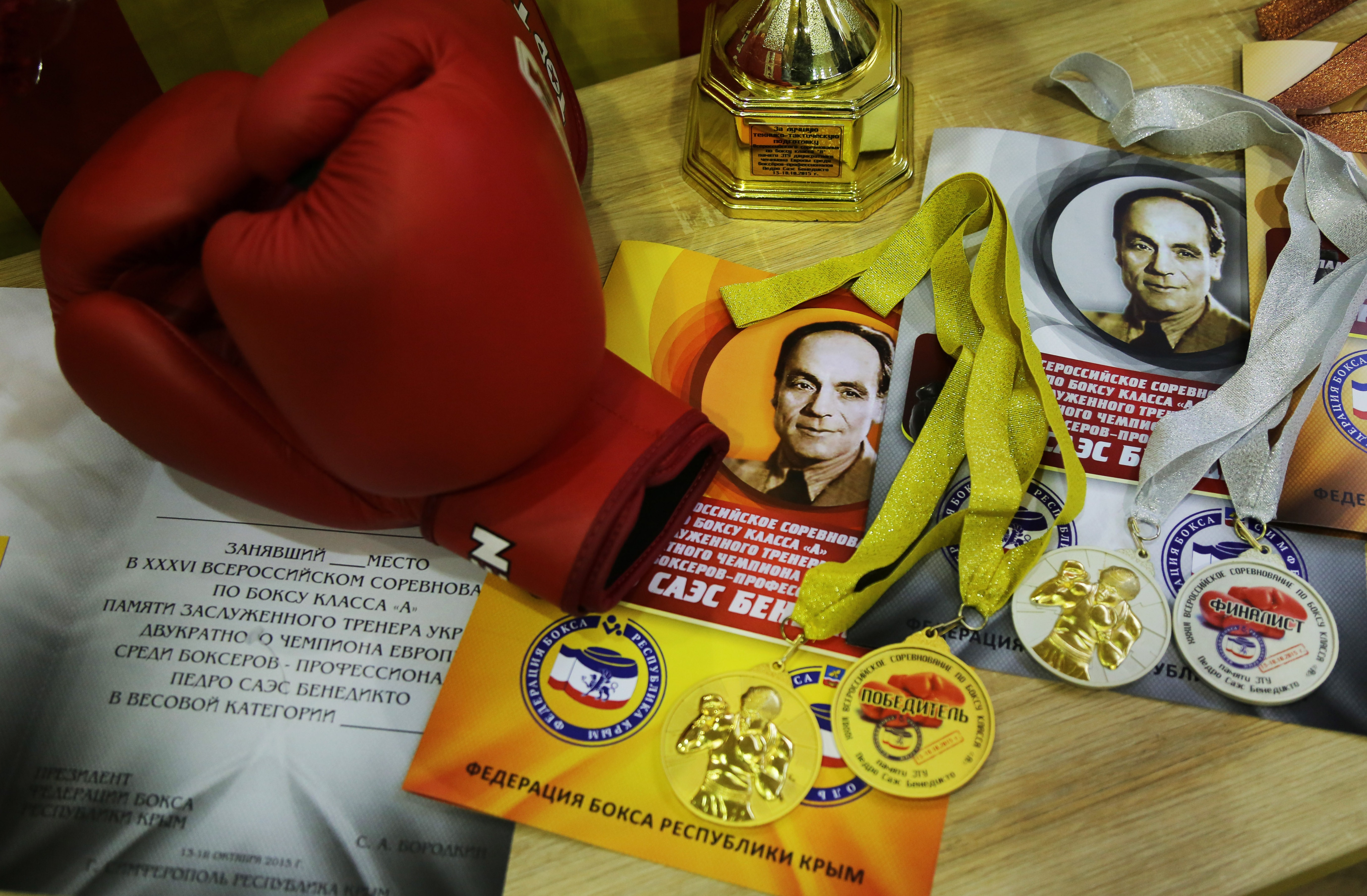
Атрибутика турніру

На згадку про Педро Саеса Бенедикто з 1980 року щорічно проводиться міжнародний турнір з боксу, названий на його честь. Засновником турніру є Віктор Олексійович Спірін. Турнір має категорію «А», що дозволяє його переможцям отримати звання майстрів спорту.
2007 року в Сімферополі встановили меморіальну дошку пам'яті Педро Саеса.